# ドキュメンタリー (NHK)
『ドキュメンタリー』は、1971年4月9日から1978年3月11日までNHK総合テレビで放送されていたドキュメンタリー番組である。

## 概要
報道局のメンバーが手掛けていた『現代の映像』の後継番組として放送開始。1972年度からは、『人間列島』を手掛けていた教育局教養部のメンバーも番組制作に参加していた。

## 放送時間
いずれも日本標準時。
- 金曜 19:30 - 19:59（1971年4月9日 - 1976年4月2日）
- 土曜 22:00 - 22:29（1976年4月10日 - 1978年3月11日） - 最終回のみ30分遅れで放送。

## テーマ

### 1971年度
- 4月1日・日本
- 秋・そのとき
- 金嬉老裁判特別弁護人
- 檻の中
- グアム島と日本人
- ネズミ講
- スガモプリズン解体
- 原告小松みよ
- 風成の女たち
- つかの間の光芒
- 二つの教育
- おもちゃの王様
- 村の女は眠れない

### 1972年度
- 高槻八中卒業式
- 断端
- 松木村
- 献体番号180
- 高校生たち
- ママのいない部屋
- 傷痕
- ある存在証明
- 27年目の帰国
- 日本人イサベル
- ああ校歌
- ホー・ティ・キュー ベトナム戦争と少女

### 1973年度
- ゴミ戦争
- 洗剤
- 小野田元少尉
- 一枚の写真
- 老人危険地図
- 本牧コンテナヤードA-5
- ベル人間

### 1974年度
- もうひとつの春闘
- 一時帰国
- 東京湾積荷目録
- 教員確保
- 使い捨て胸算用
- 完走
- ケイ子 空白の29年
- 赤色104号の周辺
- 鳩
- 産休補助教員

### 1975年度
- 会社再建
- 武器輸出
- 引退代議士
- 張本勲
- 越境投棄
- 保留7か月 原子力船むつ
- 美代理20歳
- 交通犯 前橋刑務所受刑所の手記から
- 暴走

### 1976年度
- 空白の15日間 戦後外交文書と横山元少将の回想
- 町長辞任せず
- 外国人医師
- 灰色の軌跡 鬼頭判事補の周辺
- ある漁労長最後の書簡
- 230万票の新党
- 42.195キロの対話 マラソンランナー宇佐美彰朗選手
- ロッカーちゃん
- 山谷のカルテ
- 再審

### 1977年度
- 会長引退
- 医大受験ブローカー
- 社会主義協会
- 狙われた金脈・3億円強奪事件
- 会社蒸発
- 追跡・輸入牛肉
- 飛鳥田擁立・社会党の70日
- 会社整理屋
- 地震・情報・パニック
- 話し相手がほしい
- 雪国
- 米軍機墜落
- サラ金
- ピンク・レディー ボディアクション